# Privilège du blanc

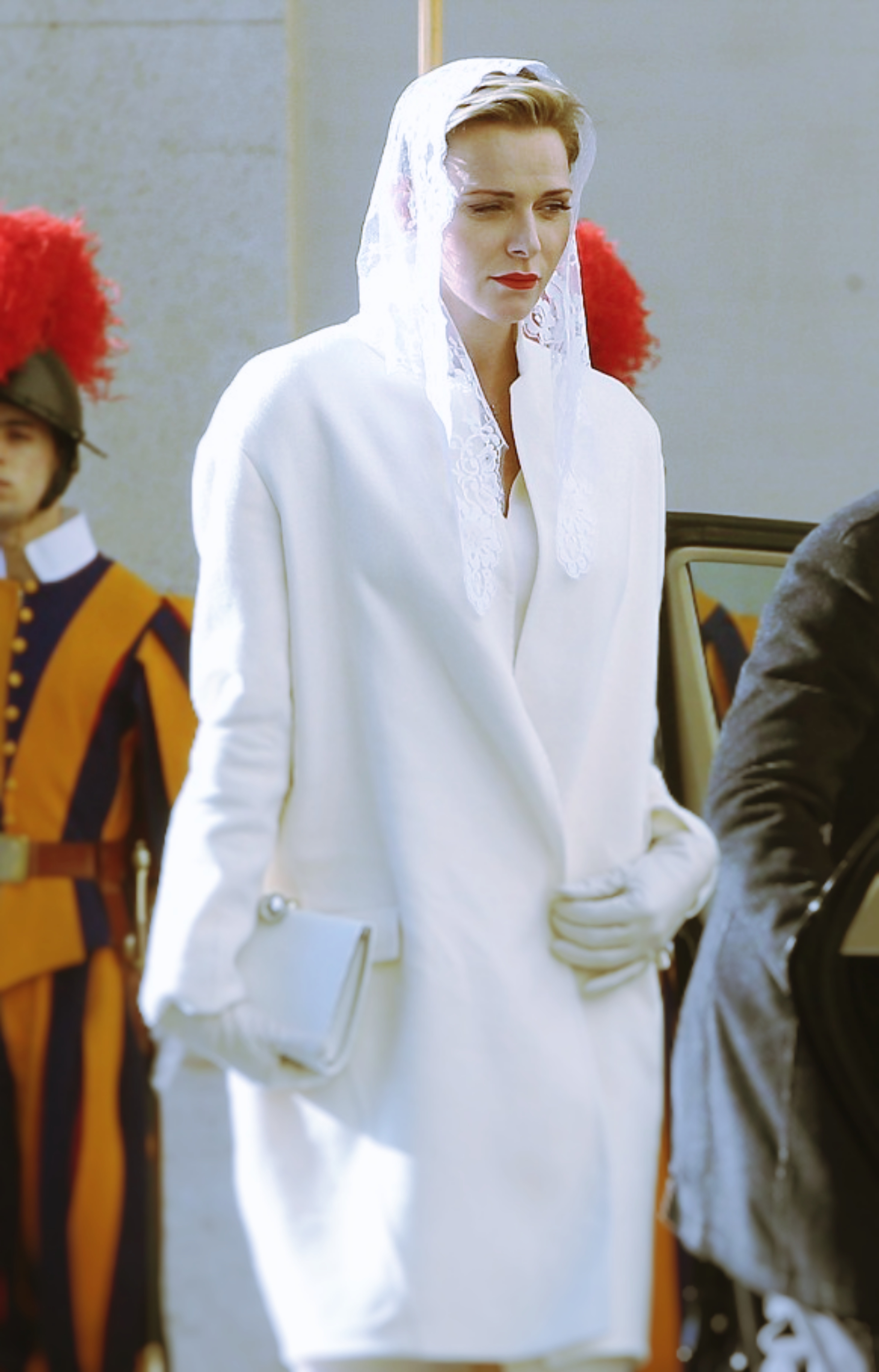
Charlene av Monaco vid besök i Vatikanen 2016, med privilège du blanc.

Privilège du blanc, italienska: Il privilegio del bianco, är en fransk term för det katolska privilegiet att bära vita kläder, vilket under audiens hos påven  tillkommer drottningar och prinsessor som är katoliker. När kvinnor träffar påven ska de som regel bära en formell, svart klänning med långa ärmar och svart spetsslöja över huvudet (så kallad mantilj). Privilège du blanc har endast medgivits sju samtida kvinnor, däribland  Charlene av Monaco, i vilka fall drottningarna är hustrur till Rex Catholicissimus, det vill säga högst katolska majestäter. För övrigt är privilegiet medgivet särskilda kyrkliga tillställningar som kanoniseringar.